# Диринг (Северна Дакота)
Диринг (енгл. Deering) град је у америчкој савезној држави Северна Дакота.

## Демографија
По попису из 2010. године број становника је 98, што је 20 (-16,9%) становника мање него 2000. године.
| Група             | 2000.       | 2010.      |
| Белци             | 110 (93,2%) | 89 (90,8%) |
| Афроамериканци    | 0 (0,0%)    | 0 (0,0%)   |
| Азијати           | 0 (0,0%)    | 3 (3,1%)   |
| Хиспаноамериканци | 3 (2,5%)    | 2 (2,0%)   |
| Укупно            | 118         | 98         |